# Johannes Ciconia
Pour les articles homonymes, voir Ciconia (homonymie).
Johannes Ciconia, dit « de Liège » (vers 1370 – entre le 10 juin et le 12 juillet, 1412), est un compositeur de la fin du Moyen Âge, actif dès 1390. Il est considéré par le musicologue Philippe Canguilhem comme le tout premier compositeur de l'école bourguignonne (première génération de l'école franco-flamande).

## Discographie
- Studio der frühen Musik, Johannes Ciconia, EMI "Reflexe" 1970
- Clemencic Consort, Johannes Ciconia: Madrigaux et Ballades, Harmonia mundi 1979
- Huelgas Ensemble, Johannes Ciconia: L'Œuvre Intégrale Musique en Wallonie 1980
- Project Ars Nova, Secular music of Johannes Ciconia, New Albion Records 1992
- Alla Francesca, Ciconia: Motets Virelais Ballate Madrigals, Opus 111 1993
- Mala Punica, Sidus Preclarum, motets de Ciconia, Erato 1997
- Diabolus In Musica et ensemble La Morra, « Opera omnia », Ricercar 2011[2]

## Homonyme
Un autre compositeur méconnu aurait également porté le même nom. Il aurait été actif vers 1350 au service d'Aliénor de Comminges, vicomtesse de Turenne. Il entreprend des études à Avignon, 1358-1367, et effectue un premier séjour en Italie en 1359.